# Balclutha botelensis
Balclutha botelensis är en insektsart som beskrevs av Matsumura 1940. Balclutha botelensis ingår i släktet Balclutha och familjen dvärgstritar. Inga underarter finns listade i Catalogue of Life.